# 谢拉德
谢拉德（法語：Cheylade，法語發音：[ʃelad]）是法国康塔尔省的一个市镇，位于该省北部，属于圣弗卢尔区。

## 地理
谢拉德（45°12'34"N, 2°42'57"E）面积32.81 平方千米，位于法国奥弗涅-罗讷-阿尔卑斯大区康塔爾省，该省份为法国中南部省份，位于法國中央高原中心，北起科雷兹省、上盧瓦爾省和多姆山省，西接洛特省和科雷兹省，南至阿韦龙省和洛特省，东临上盧瓦爾省和洛泽尔省。
与谢拉德接壤的市镇（或旧市镇、城区）包括：阿普雄、勒克洛、科朗德尔、迪耶讷、勒法尔古、马尔沙斯泰勒、圣伊波利特、圣萨蒂南。
谢拉德的时区为UTC+01:00、UTC+02:00（夏令时）。

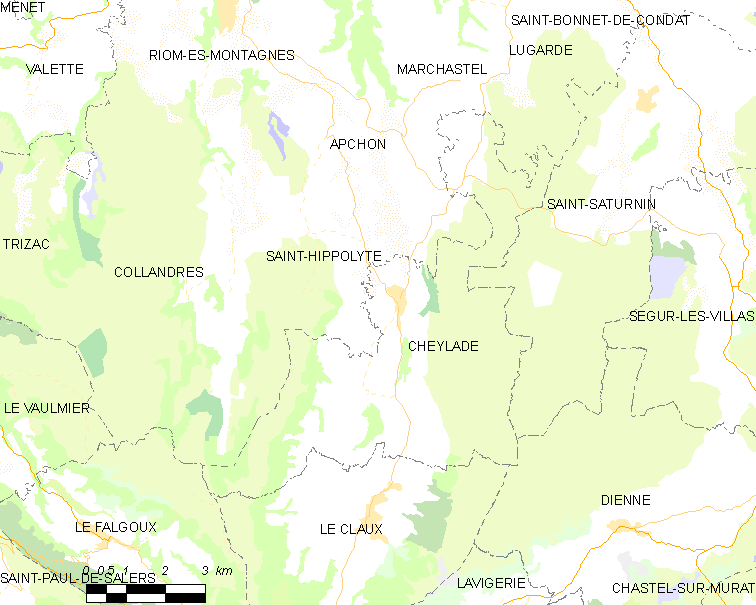
谢拉德的OSM定位图

## 行政
谢拉德的邮政编码为15400，INSEE市镇编码为15049。

## 政治
谢拉德所属的省级选区为米拉县。

## 人口

1962-2008年间谢拉德人口变化图示

谢拉德于2022年1月1日时的人口数量为224人。